# Complexul de clădiri ale Universității „Alecu Russo” din Bălți
Complexul de clădiri ale Universității de Stat „Alecu Russo” cuprinde 3 blocuri de studii din Bălți cu statut de monument de arhitectură. Complexul a fost realizat între anii 1934-1942 și se compune din clădirile fostelor licee „Ion Creangă” (pentru băieți), „Domnița Ileana” (pentru fete) și liceului seminarial.
Clădirea Liceului Teoretic pentru fete „Domnița Ileana” (în prezent sediul Rectoratului; Blocul I) a fost finalizat 1938 după proiectul arhitectei Etti-Rosa Spirer. Clădirea a fost edificată în 2 nivele în stil modernist la intersecția străzilor A. Pușkin și G. Coșbuc.
Clădirea Liceului industrial de fete (Blocul II) a fost reconstruită în perioada interbelică, adăugându-se un etaj la aripile laterale, iar fațada principală decorată cu elemente neoromânești. Inițial aici se afla Școala Normală (în prezent Colegiul pedagogic „Ion Creangă”), din 1938 Liceul seminarial, în 1940 școala pedagogică pentru învățători, 1941-1942 Liceul “Ion Creangă”. În prezent această clădire este sediul Facultății de Științe Reale.
Clădirea Liceul Teoretic „Ion Creangă” (Blocul VI) a fost dată în folosință la 31 octombrie 1943, fiind proiectat de arhitecta E.R. Spirer cu elemente de stil neoromânesc. Edificiul a fost ridicat la intersecția străzii Regele Ferdinand și străzii Ștefan cel Mare (în prezent strada Independenței și strada Pușkin). Conform proiectului, pe colțul intersecției urma să existe un corp principal mai înalt, adăpostind intrarea în clădire și având două aripi, fiecare de-a lungul celor două străzi. În prima etapă, s-a executat numai aripa aflată de-a lungul străzii Regele Ferdinand. În perioada postbelică, construcția existentă a fost extinsă, realizându-se suplimentar un corp de colț, însă plastica arhitecturală este nereușită.
Până în mai 2025, monumentul ocrotit de stat includea și busturile monumentale ale lui Boris Glavan⁠(d) și Alecu Russo. Busturile sunt monumente de for public.